# Museu i Centre d'Història Roald Dahl
El Museu i Centre d'Història Roald Dahl és un museu al poble de Great Missenden (Buckinghamshire). L'escriptor Roald Dahl va viure al poble durant 36 anys fins a la seva mort, el 1990.
El museu va ser inaugurat oficialment el 10 de juny de 2005 per Cherie Blair i va obrir al públic l'11 de juny de 2005. Està ubicat en un antic hostal i pati, que s'ha convertit en un museu amb un cost de 4,5 milions de lliures. El finançament va ser proporcionat per la família Dahl, els seus editors, fundacions benèfiques i donants corporatius i privats. El museu conserva tots els documents principals de Dahl: els seus manuscrits, correspondència personal i comercial i els seus "Ideas Books". També ofereix tallers regulars i els acull esdeveniments que ajuden a millorar la creativitat i les habilitats d'escriptura. Està dirigit per una organització benèfica independent.
El 2008 el museu va guanyar el premi a la millor petita atracció turística, segons Enjoy England, el lloc web del patronat de turisme oficial del país.